# Montreur d'ours
Montreur d'ours est le nom d'un métier itinérant autrefois exercé par une personne faisant réaliser publiquement des tours d'adresse par un ours dressé à cet effet. Connu dès le Moyen Âge, originellement pratiqué par les Tziganes, le métier s'est surtout développé en Europe au XIXe siècle à partir des zones montagneuses particulièrement pauvres comme l’Ariège, les Abruzzes en Italie ou certaines régions des Balkans. Le « gyrovaguisme » de ces populations a ouvert la route des futures migrations de masse, notamment italienne et rom. Autrefois fréquents sur les places publiques, les montreurs d'ours ont aujourd'hui pratiquement disparu, en dehors des cirques et des fêtes.

## Historique
Le montreur d'ours est associé au Moyen Âge à la catégorie des amuseurs itinérants regroupés sous le nom de « jongleurs ». Reçu dans les cours seigneuriales au même titre que les autres artistes, il est cependant placé bas dans l'échelle sociale.

## Dressage de l'ours

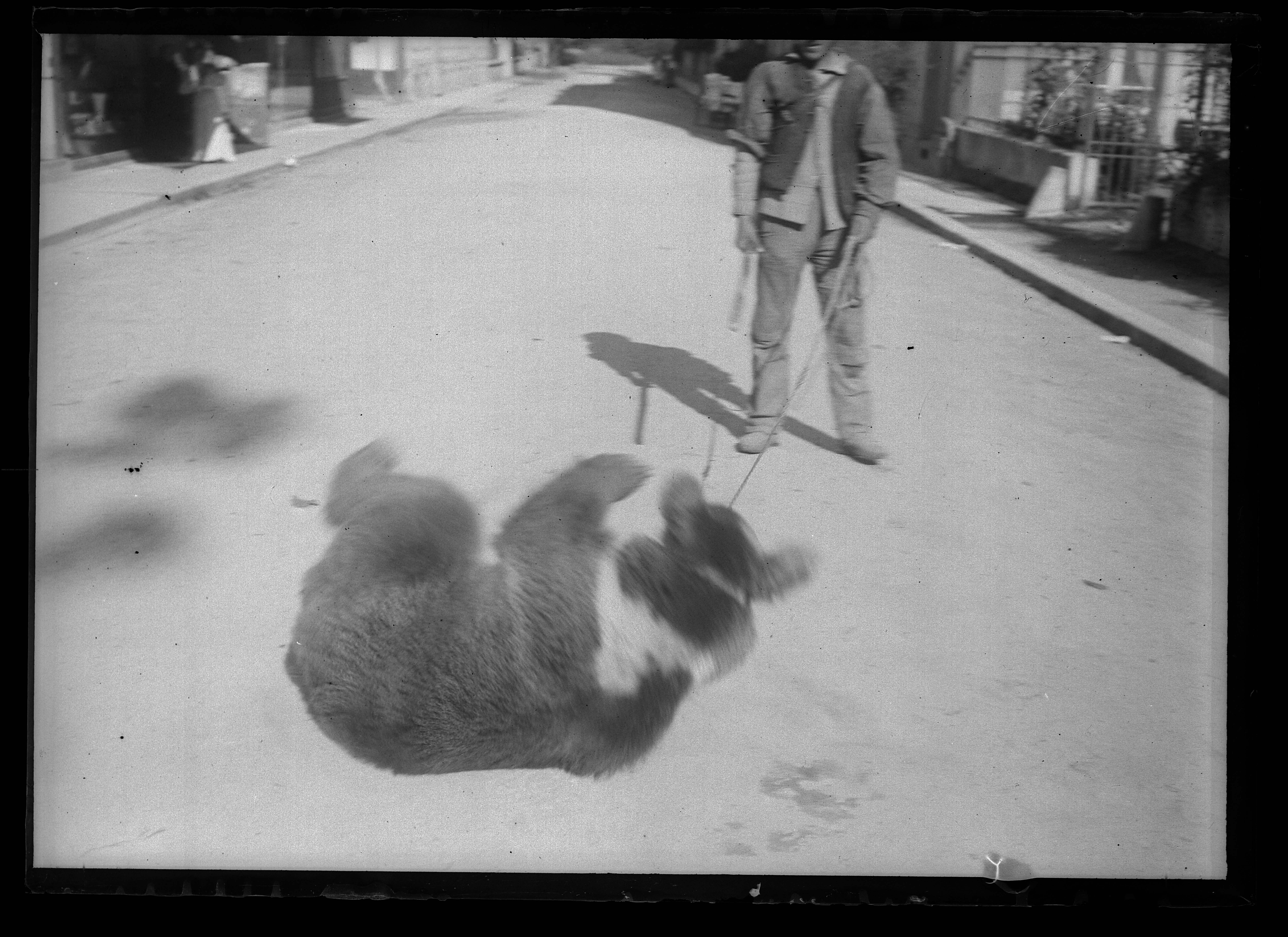
Montreur d'ours à Luchon (1895) par Eugène Trutat - Photothèque du Museum de Toulouse

Animal répandu dans toutes les zones de forêts, l'ours a vu son domaine réduit progressivement aux montagnes où il est resté longtemps un grand prédateur redouté et chassé. Les adultes tués, l'ourson était souvent recueilli et élevé par des gens pauvres qui trouvaient quelques revenus en l'exhibant dans les rues. Ainsi s'est créé le métier de montreur d'ours. Le dressage est généralement réalisé par des personnes spécialisées dans cette fonction. L'animal est ensuite vendu au montreur d'ours qui apprend à son tour à travailler avec son nouveau compagnon.
Dressé, l'ours forme avec son montreur un couple indissociable et ils partagent une vie rude, parcourant de grandes distances. Si certains se déplacent à pied sur des durées limitées et de manière solitaire avec leur animal pour seule compagnie, d'autres, comme les Roms dont l'itinérance est le mode de vie, voyagent en groupe, tirant leur roulotte sur les routes.

## Régions d'origine et de migrations

### France

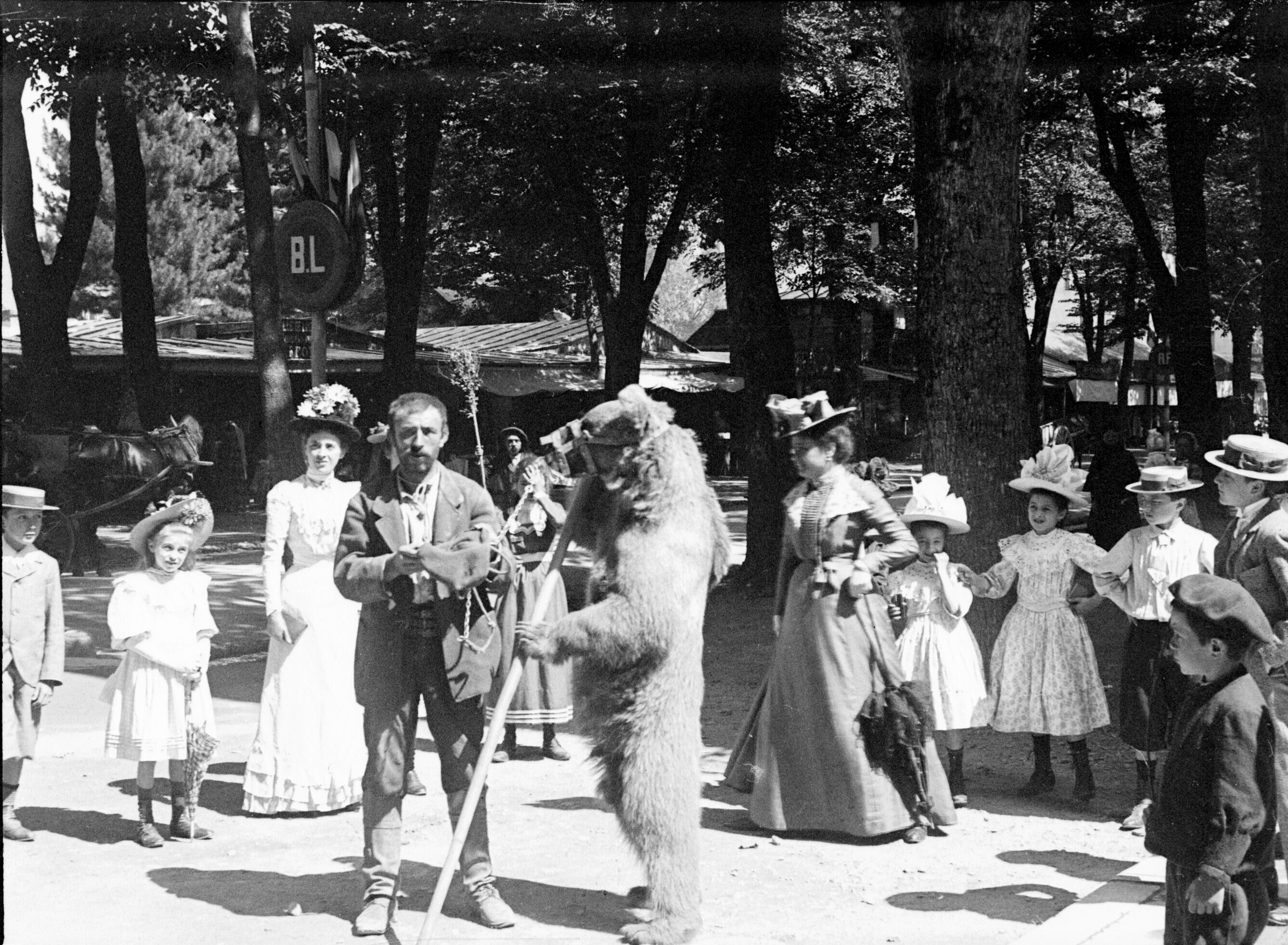
Montreur d’ours à Luchon (photographie d’Eugène Trutat)

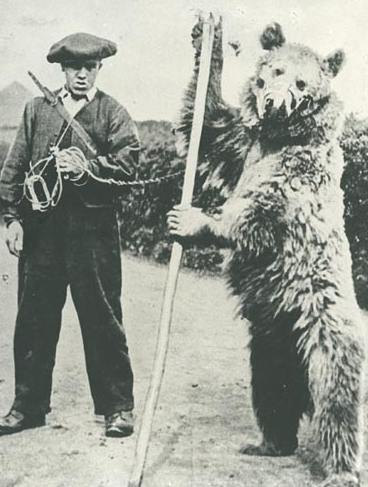
Montreur d’ours pyrénéen en Angleterre

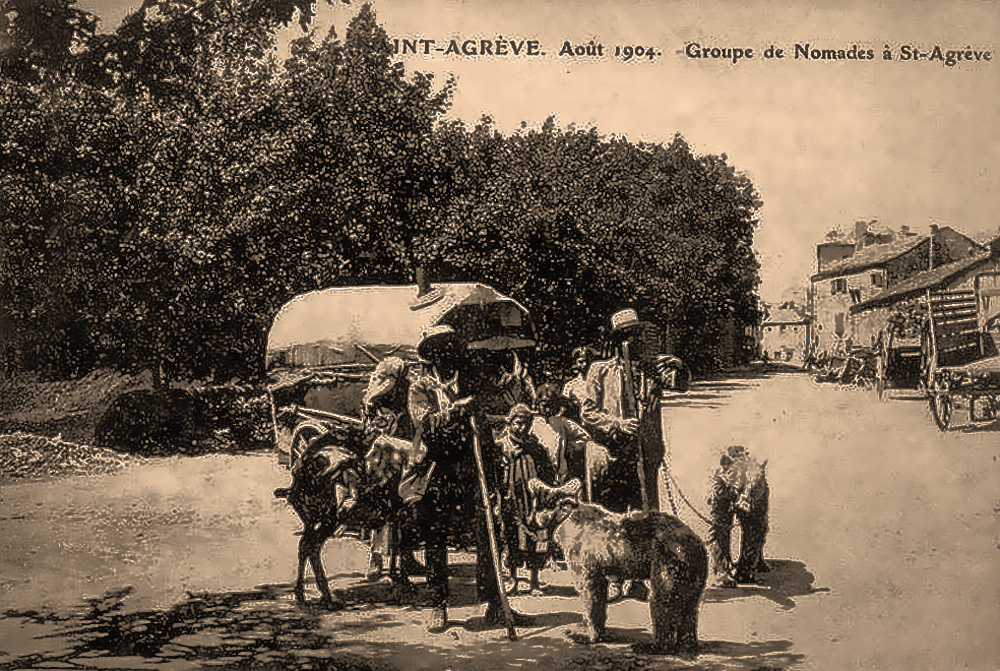
Groupe de nomades et leurs ours à Saint-Agrève dans les années 1900

Dans les Pyrénées, le métier de montreur d'ours (oursaillè ou orsalhèr en graphie occitane normalisée) est devenu dans certains endroits comme l'Ariège, une quasi-industrie du fait du faible revenu des habitants. Le village d'Ercé était réputé au XIXe siècle pour son « école des ours ». Des montreurs d'ours ariégeois sont ainsi partis jusqu'en Amérique. La pratique a pu leur être transmise par les migrants originaires des Balkans à l'occasion de leurs pérégrinations vers l'Espagne. Parmi les quelque 220 montreurs d'ours venus montrer l'ours en Amérique entre 1874 et 1914, plus de 90 ont exercé leur art au Québec. Certains s'y sont installés définitivement. Afin de pouvoir dresser l'animal, les montreurs d'ours tuaient les ourses pour récupérer leurs petits qu'ils nourrissaient au lait et à la farine de maïs afin de leur ôter l'instinct carnassier. Puis, à l'âge adulte, l'ours est ferré avec un anneau au niveau du museau auquel était attachée une chaîne. Ainsi, l'ours était obligé d'obéir pour ne pas souffrir.

### Italie
Certaines régions comme les Abruzzes s'étaient spécialisées dans le dressage des animaux destinés aux orsanti. Les montreurs d'ours italiens sont pour la plupart originaires de la province de Parme dans les Apennins du nord. Un musée (Museo degli orsanti) leur est consacré à Compiano. À Bedonia, dans cette même province, un registre paroissial de 1767 porte la mention d'un don offert par deux frères à leur retour de « deux ans [passés] en Allemagne avec un ours et un singe ».
Après un an de dressage de l'animal acquis dans les Abruzzes au prix de la vente de leurs quelques biens, les montreurs d'ours partent pour des « campagnes » souvent de deux ans. Traversant les Alpes à pied, ils se dirigent, via la Lombardie et la Vénétie, vers l'Allemagne ou les pays d'Europe orientale, donnant chaque jour leur spectacle sur les places des villes et villages traversés. Ceux qui ne meurent pas dans ces périples rentrent s'installer au pays après plusieurs campagnes ou repartent vers des contrées plus lointaines comme la Russie, la Finlande, la Norvège ou s'embarquent vers les Amériques. C'est de ces montreurs d'animaux que s'est inspiré Hector Malot pour créer le personnage de Vitalis dans Sans famille.[réf. nécessaire] Certains furent les précurseurs des circassiens, qui montèrent des compagnies de plusieurs personnes « montrant » toutes sortes d'animaux, plus ou moins exotiques, plus ou moins savants. D'autres, comme la famille Faccini, s'allièrent par mariage aux Roms Kalderash dans la Russie des Tsars. Du voyage isolé à la « compagnie », de l'ours à la ménagerie, du cirque aux chevaux de bois, on trouve même parmi les descendants des orsanti italiens l'un des promoteurs du Luna Park de New-York. Les montreurs d'ours et autres « giramondi » vont ouvrir la route des migrations de masse que connaîtra l'Italie à la fin du XIXe et au début du XXe siècles.

### Pays balkaniques

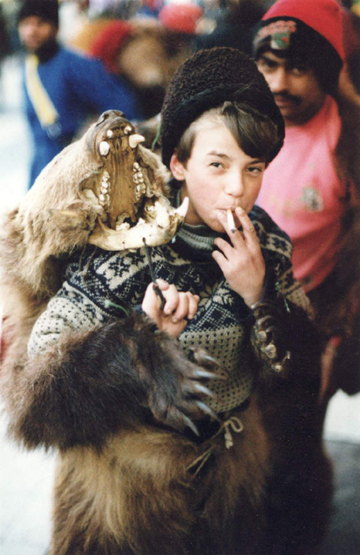
Garçon Rom « Ursar », Hongrie.

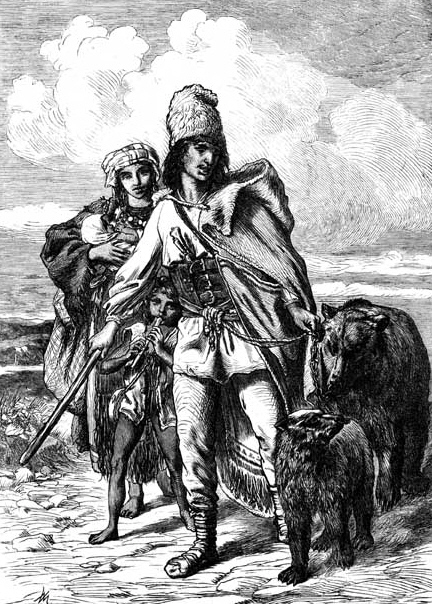
Famille Ursari en Transylvanie (Gravure, 1869)

Dans les Balkans, le métier a donné son nom à un groupe de Roms, les Ursari. Ceux-ci sont originaires de Roumanie ; dans les autres régions balkaniques on trouve des familles de montreurs d'ours sous d'autres appellations : Meckari en Bulgarie et en Serbie, Arushgjike en Albanie et au Kosovo ou Arkoudhiares en Grèce. Ainsi que les Ayjides en Turquie.

### Allemagne
Les montreurs d'ours hongrois sont connus depuis l'époque carolingienne en Allemagne où ils sont particulièrement appréciés. En raison de la disparition de l'ours due à la déforestation que connaît le pays au cours du Moyen Âge, les habitants des villes sont fascinés par cet animal parfois inconnu que l'on fait danser sur les places publiques. Tous les montreurs d'ours ne sont alors pas des migrants en quête de moyens de subsistance élémentaires. On les trouve aussi parmi les pèlerins hongrois qui finançaient ainsi leur voyage vers Aix-la-Chapelle.

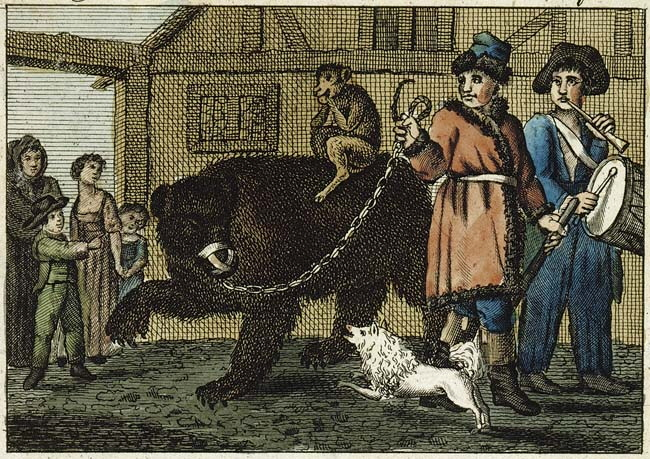
Exhibition sur une place de village (Illustration allemande, 1810)

## Exhibitions
Les montreurs d'ours ont progressivement disparu en Roumanie à partir de 2010 mais l'animal reste une attraction touristique.
En France, les spectacles des montreurs d’ours sont peu nombreux et ne sont pas à proprement parler des spectacles de cirque, car ils ont la particularité de se dérouler la plupart du temps hors chapiteau (fêtes médiévales, marchés de Noël, certains cirques et les arbres de Noël des entreprises). Des associations de protection des animaux collectifs dénoncent régulièrement ce type d’évènement considérant cette pratique comme étant une maltraitance envers l’animal. Parmi les montreurs d’ours en France, Frédéric Chesneau, dresseur et propriétaire de l’ours Valentin, est l’un des plus médiatisés. Il se défend de toute maltraitance envers son ours qui ne fait « pas plus de 50 jours par an » comme lui impose la loi sur les conditions et d’utilisation des animaux vivant durant les spectacles itinérants,. En mai 2019, une proposition de loi vise l’interdiction de tout spectacle itinérant ou fixe ayant recours à des ours ou des loups incluant le témoignage du dresseur Vladimir Deriabkine, dompteur d’ours et la Fédération des vétérinaires d’Europe compte tenu de l’impossibilité absolue de répondre de façon adéquate à leurs besoins physiologiques, mentaux et sociaux. La loi du 30 novembre 2021 visant à lutter contre la maltraitance animale et conforter le lien entre les animaux et les hommes prévoit l’interdiction de ces spectacles dans un délai de 2 ans, qui par conséquent devient interdite à partir de 2023.